# Бульвар Салавата Юлаева (Салават)
Бульвар Салавата Юлаева (башк. Салауват Юлаев бульвары) — бульвар в городе Салавате, расположенный в его южной части.

## История
Застройка бульвара началась в 1980 году. Назван в честь Салавата Юлаева. В основном застроен 5—9-этажными кирпичными домами.
На бульвар перенесён памятник Салавату Юлаеву из детского парка с улицы Строителей.
На этом бульваре находится Дом пионеров, дворец культуры «Агидель», торговый центр «Аструм», детская городская поликлиника, строительная поликлиника, мемориал «Вечный огонь», филиал Уфимского государственно нефтяного университета и большое количество магазинов.
В центре парка Победы на бульваре летом уже пару лет не работает фонтан.

## Описание
Бульвар Юлаева начинается от Уфимской улицы и заканчивается у улицы Губкина. Пересекает улицы Ленина и Островского.

## Транспорт
По бульвару Юлаева ходят маршрутные такси и автобусы автоколонны № 1375 и иных коммерческих перевозчиков:
- № 4

## Примечательные здания и сооружения
- Дворец культуры «Алмаз»
- Торговый центр «Велес».
- Фонтан

### Памятники

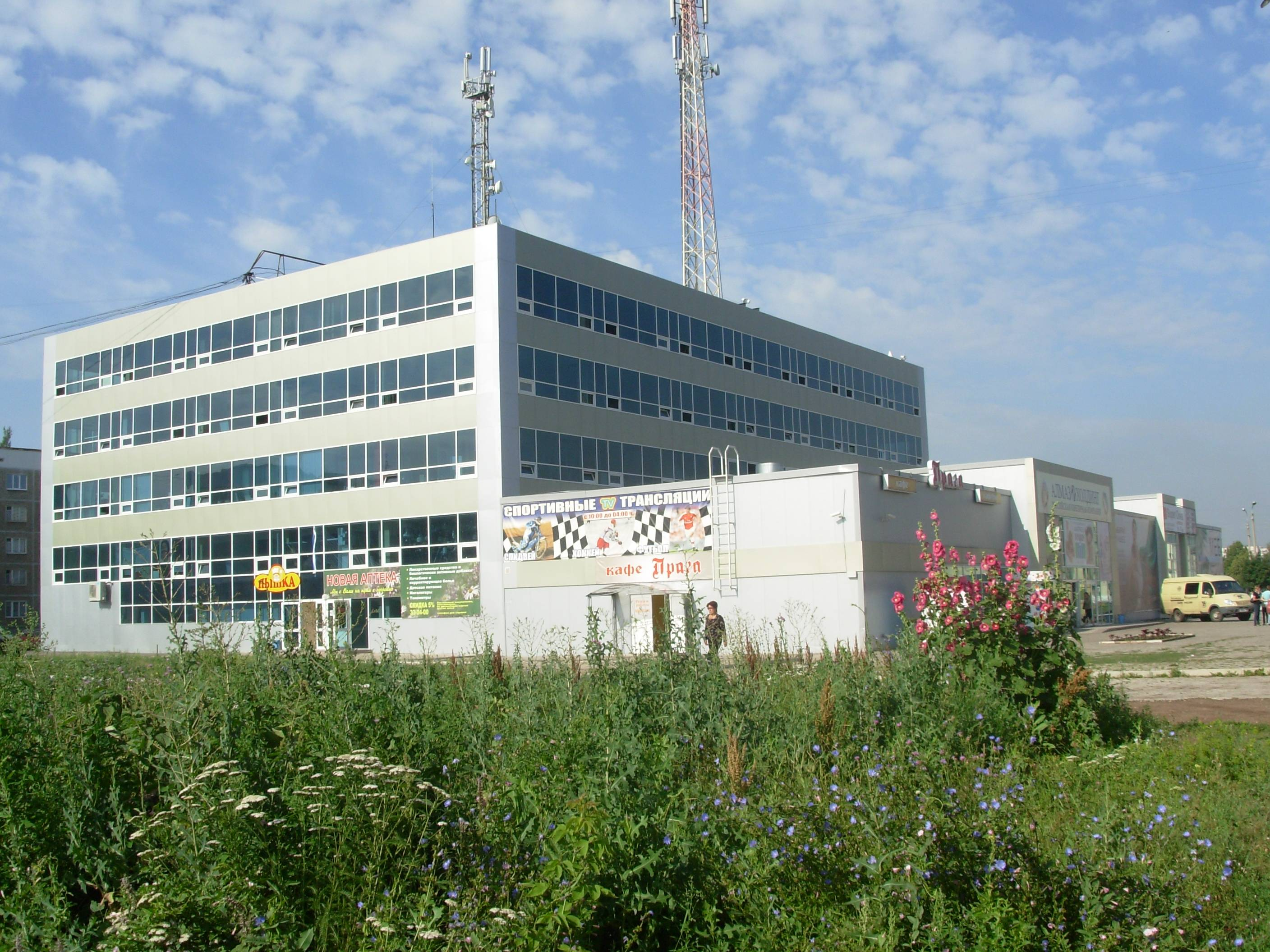
Улица Юлаева. Торговый центр

- Памятник Салавату Юлаеву (перенесён с ул. Пушкина в 2004 году)
- Танк
- БТР
- Пушка
- Закладной камень
- Мемориальные доски Героев Советского Союза, Героя России